# Discografia di Denzel Curry
La discografia di Denzel Curry, rapper e cantante statunitense, comprende 4 album in studio, 4 extended play, 6 mixtape e 35 singoli. 

## Album

### Album in studio
| 2013 | Nostalgic 64 - Pubblicato: 3 settembre 2013 - Etichetta: C9, L&E - Formati: CD, download digitale               | —  | —  | —  | —  | —  |   |   |   |   |   |
| 2016 | Imperial - Pubblicato: 9 marzo 2016 - Etichetta: PH Recordings, C9 - Formati: CD, LP, download digitale         | —  | —  | —  | —  | —  |   |   |   |   |   |
| 2018 | Ta13oo - Pubblicato: 27 luglio 2018 - Etichetta: PH Recordings, Loma Vista - Formati: CD, LP, download digitale | 28 | 27 | 84 | 16 | 62 |   |   |   |   |   |
| 2019 | Zuu - Pubblicato: 31 maggio 2019 - Etichetta: PH Recordings, Loma Vista - Formati: CD, LP, download digitale    | 32 | 18 | 36 | 21 | 61 | — | — | — | — | — |
| 2022 | Melt My Eyez See Your Future                                                                                    | —  | —  | —  | —  | —  |   |   |   |   |   |

## EP
| Anno | Titolo e dettagli | Classifiche | Classifiche | Classifiche | Classifiche |
| Anno | Titolo e dettagli | USA         | AUS         | CAN         | NZL         |
| ---- | --- | ----------- | ----------- | ----------- | ----------- |
| 2015 | 32 Zel/Planet Shrooms - Data di pubblicazione: 9 giugno 2015 - Etichetta: PH Recordings, C9 - Formati: LP, download digitale                    | —           | —           | —           | —           |
| 2017 | 13 - Data di pubblicazione: 26 giugno 2017 - Etichetta: PH Recordings, Loma Vista - Formati: LP, download digitale                              | —           | —           | —           | —           |
| 2020 | Unlocked (con Kenny Beats) - Data di pubblicazione: 7 febbraio 2020 - Etichetta: PH Recordings, Loma Vista - Formati: CD, LP, download digitale | 100         | 33          | 82          | 38          |
| 2021 | Unlocked 1.5 (con Kenny Beats) - Data di pubblicazione: 5 marzo 2021 - Etichetta: PH Recordings, Loma Vista - Formati: download digitale        | —           | —           | —           | —           |

### Mixtape
- 2011 – King Remembered Underground Tape 1991-1995[8]
- 2012 – King of the Mischievous South, Vol. 1[9]
- 2012 – Strictly 4 My R.V.I.D.X.R.Z.[10]
- 2012 – Mental Vendetta (con Lofty305)
- 2020 – 13lood 1n + 13lood Out Mixx[11]
- 2024 - King of the Mischievous South, Vol. 2

## Singoli
| Anno | Titolo                                        | Certificazioni | Album                          |
| ---- | --------------------------------------------- | -------------- | ------------------------------ |
| 2013 | Threatz (feat. Yung Simmie e Robb Banks)      | —              | Nostalgic 64                   |
| 2014 | Zone 3                                        | —              |                                |
| 2015 | Ice Age (feat. Mike Dece)                     | —              | 32 Zel/Planet Shrooms          |
| 2015 | Ultimate                                      | - USA: Oro     | 32 Zel/Planet Shrooms          |
| 2016 | Flying Nimbus (feat. Lofty305)                | —              | /                              |
| 2016 | Knotty Head (feat. Rick Ross)                 | —              | Imperial                       |
| 2017 | Ultimate / Sick & Tired (feat. BadBadNotGood) | —              | /                              |
| 2017 | Skywalker                                     | —              | /                              |
| 2018 | Uh Huh (feat. Jay IDK)                        | —              | /                              |
| 2018 | Sumo                                          | —              | Ta13oo                         |
| 2018 | Percs                                         | —              | Ta13oo                         |
| 2018 | Clout Cobain                                  | - USA: Platino | Ta13oo                         |
| 2018 | Vengeance (feat. JPEGMafia e ZillaKami)       | —              | Ta13oo                         |
| 2019 | Aloha (con Charlie Heat)                      | —              |                                |
| 2019 | Black Balloons (feat. Twelve'len e GoldLink)  | —              | Ta13oo                         |
| 2019 | Ricky                                         | - AUS: Oro     | Zuu                            |
| 2019 | Speedboat                                     | —              | Zuu                            |
| 2019 | Shawshank (feat. Tate Kobang)                 | —              | Madden NFL 20 (colonna sonora) |
| 2019 | Psycho (con Slowthai)                         | —              | /                              |
| 2020 | Lemonade (con Yungblud)                       | —              | A Weird! AF Halloween          |
| 2020 | Live from the Abyss                           | —              | /                              |
| 2020 | Bruuuh (Remix) (con J.I.D)                    | —              | /                              |

### Singoli promozionali
| Anno | Titolo                       | Album  |
| ---- | ---------------------------- | ------ |
| 2018 | Cash Maniac (feat. Nyyjerya) | Ta13oo |